# I Forget Where We Were
I Forget Where We Were — другий альбом британського співака, автора пісень Бена Говарда, який вийшов 20 жовтня 2014 року.

## Сприйняття критиків
Альбом отримав схвальні відгуки критиків. На Metacritic альбом оцінили на 77 зі 100 можливих балів, що, в цілому, означає високий рівень визнання роботи.

### Відзначення
| Видання      | Відзнака                   | Позиція |
| ------------ | -------------------------- | ------- |
| Digital Spy  | Топ 30 альбомів 2014 року  | 15      |
| musicOMH     | Топ 100 альбомів 2014 року | 57      |
| Sputnikmusic | Топ 100 альбомів 2010s     | 63      |

## Список композицій
1. Small Things
2. Rivers in Your Mouth
3. I Forget Where We Were
4. In Dreams
5. She Treats Me Well
6. Time Is Dancing
7. Evergreen
8. End of the Affair
9. Conrad
10. All Is Now Harmed

Бонусні композиції
1. Am I in Your Light?

Вийшли як сингли
1. End of the Affair
2. Conrad
3. I Forget Where We Were

Усі пісні були написані Беном Говардом.